# Miguel Ángel Bengochea
 Miguel Ángel Bengochea  (Buenos Aires, 1945-Buenos Aires, 6 de enero de 2015) fue un pintor y dibujante argentino.

## Formación
En su casa de inquilinato natal, donde vive, conoce al profesor Guillermo Ardis, quien lo inicia en la vocación artística a temprana edad.
Comenzó estudiando en la Escuela Nacional de Bellas Artes Prilidiano Pueyrredón, para luego seguir en el taller del maestro Juan Carlos Castagnino, pasando por un período donde junto con Germán L. García hizo análisis literario. Paralelamente, cursa estudios de estética plástica con los profesores Polleti y Cartier.
En 1967 realiza su primera muestra individual, en la Galería “La Ruche”; viaja a Europa entre 1968 y 1971, reside en París, Francia, donde se vincula con artistas destacados y colabora en la realización de obras múltiples junto a los artistas Julio Le Parc y Francisco Sobrino Ochoa, a su vez, participa en importantes salones entre otros el “Salón de Mai”. 
A su regreso a Buenos Aires expone asiduamente. En 1974 gana el “Premio de Ridder” y es invitado a la Bienal de París donde muestras sus obras en el Museo de Arte Moderno de dicha ciudad. 
Continúa sus viajes al exterior, esta vez por América Latina y los EE.UU

## Premios más importantes
- Primer premio “Benson & Hedges”
- Primer premio “Salón Nacional de Tucumán”
- En 1990 el 2° Premio Municipal y el 2° Salón Nacional de Artes Visuales
- En 1996. Gana el 1° Premio Salón Nacional de Artes Visuales.
- En el 2000, es distinguido con el Gran Premio Municipal “Manuel Belgrano”.
- En 2007, el Gran Premio de Honor de Pintura en el Salón Nacional de Artes Visuales.[2]

## Muestras
Es invitado a las Bienales de La Habana (Cuba) y Valparaíso (Chile). Internaliza su historia y dedica, en 1990, una exposición a los inmigrantes en Argentina. En 1996, es invitado a exponer individualmente en la ciudad de Lima (Perú), una selección de sus últimos trabajos. 
En 1998, el Centro Cultural Borges de la Ciudad de Buenos Aires, lo invita a realizar una retrospectiva de pinturas del período 1983 a 1996. Amante del cine negro de la década de los años veinte, realiza una exposición “Homenaje de Dibujos y Pasteles”. 
Es invitado, por la Academia Nacional de Bellas Artes, a participar en el “Premio Alberto J. Trabucco”.
En 2013 - Generación del 70
En 2014 - Múltiples
Poseen sus obras:
- Museo Nacional de Bellas Artes (Argentina), Buenos Aires
- Museo de arte contemporáneo Bahía Blanca, Buenos Aires
- Museo Provincial de Tucumán
- Museo Provincial de San Luis
- Museo Provincial de Genaro Pérez, Córdoba
- Museo Contemporáneo de América Latina, Washington, Estados Unidos
- Museo de Arte Moderno de Bogotá, Colombia.

## Docencia
En 1986 es nombrado profesor de la Escuela Superior de Bellas Artes  de la Nación Ernesto de la Cárcova. Además daba clases en su taller particular.

## Obra
Según el crítico Alberto Collazo: “Bengochea es poco complaciente. Una actitud descarnada, cruel, casi cínica y, a veces, un dejo de ironía presiden su sentimiento trágico de la vida".